# Niellé
Niellé è una città, sottoprefettura e comune della Costa d'Avorio, situata nel dipartimento di Ouangolodougou. Conta una popolazione di 29 022 abitanti (censimento 2014).